# Пэкалэ
Пэкалэ (рум. Păcală, от румынского слова a păcăli — «обмануть») — герой румынского и молдавского фольклора, литературы и анекдотов, который славится своим юмором и острым умом, скрытых под маской простоты и наивности. Обычно это молодой человек, крестьянин, высмеивающий местных властей. Он, например, подшучивает над глупым боярином, которого заставляет всю ночь простоять в лесу в ожидании чуда.
Пэкалэ всегда появляется в сопровождении другого персонажа — Тындалэ. Оба персонажа очень известны в румынской народной комической литературе.

## Пэкалэ в кинематографе
Про Пэкалэ в Румынии снято два фильма:
- «Păcală» (1974)[2]
- «Păcală se întoarce» (Возвращение Пэкалэ)(2006)[3].

Также про Пэкалэ был в 1920 году снят первый румынский мультфильм — «Păcală în lună», а также его продолжение — «Влюблённый Пэкале». Оба мультфильма были созданы Аурелом Петреску и на данный момент утрачены.

## Диафильмы
В 1983 году вышел диафильм «Пэкалэ и Тындалэ» с рисунками Галины Коптеловой. В его основе лежит мини-повесть Виктора Важдаева, представляющая собой синтез нескольких молдавских сказок о приключениях двух побратимов.